# Kamień runiczny z Sønder Vissing

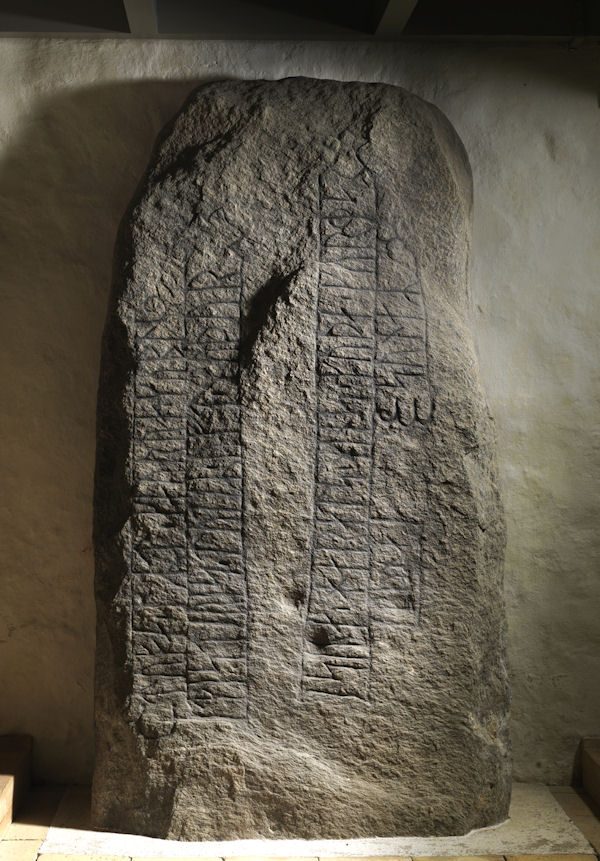
Kamień runiczny z Sønder Vissing

Kamień runiczny z Sønder Vissing (DR 55) – kamień runiczny znajdujący się w niewielkiej duńskiej miejscowości Sønder Vissing, położonej na zachód od Skanderborg. Stanowi świadectwo wczesnośredniowiecznych związków duńsko-obodryckich, w wyrytej na nim inskrypcji poświadczone jest małżeństwo Tofy, córki księcia Mściwoja, z królem Haraldem Sinozębym. 
Granitowy kamień ma 245 cm wysokości i 108 cm szerokości. Pochodzi z II połowy X wieku. Odkryty został w 1836 roku, stanowił wówczas część bramy cmentarza w Sønder Vissing. Wydobyty dwa lata później, został ustawiony przed wejściem do miejscowego kościoła. W 1897 roku przeniesiono go do wnętrza świątyni i ustawiono pod organami, gdzie znajduje się do dziś.
Treść inskrypcji głosi:
tufa ' lRt ' kaurua ' kubl mistiuis ' tutiR ' uft ' muþur sina ' kuna harats ' hins ' kuþa ' kurms sunaR
co znaczy dosłownie:
Tofa kazała postawić ten kamień, córka Mściwoja, dla matki swej, żona Haralda Dobrego, syna Gorma